# Arbejdsløshedshæren
Arbejdsløshedshæren er en film instrueret af Peter Kleis, Anders Myhr, Svend Erik Holst Jensen.

## Handling
Danmark i 70'erne. Arbejdsløse står i kø. Hænger på gadehjørner og i parker. Fra skolerne går man direkte på socialen. Imens køber Folketinget jetjagere og fabriksejere flytter virksomheder. Enkelte arbejdsløse forsøger desperat at sælge sig selv, handler med kamme, pudser biler og sko. Andre tager piller. Arbejdsløse samlet i hæren kan og vil selv. Ikke mere snak, men handling. De går i aktion og besætter Københavns Fondsbørs.